# Колмыков, Алексей Иванович
Колмыков Алексей Иванович (17.01.1921 — 15.02.1997) — советский военнослужащий, участник Великой Отечественной войны, полный кавалер ордена Славы.

## Биография
Родился 17 января 1921 года в деревне Айтуган ныне Фёдоровского района (Башкортостан) в семье крестьянина. Русский. Член КПСС с 1943 г. Образование начальное. В Красной Армии с мая 1941 г.

## Подвиги в Великой Отечественной войне
В боях Великой Отечественной войны с июня 1941. Сапер-разведчик 25-й инженерно-саперной бригады (3-я уд. армия, 2-й Прибалтийский фронт) ефрейтор Колмыков в составе группы бойцов 27.7.44 разведал в тылу врага близ г. Резекне (Латвия) и уничтожил инженерно-оборонительное оборудование позиций противника.
5.8.44 награжден орденом Славы 3 степени.
В период 11—20.11.44 в районе населенного пункта Лидуми (15 км юго-зап. г. Салдус, Латвия) Колмыков выявил в тылу врага расположение зенитной батареи и начавшееся выдвижение танков противника.
18.01.45 награжден орденом Славы 2 степени.
Ефрейтор Колмыков, находясь в той же бригаде и армии 1-й Белорусского фронта, в районе города Врицен (Германия) 28.02—1.3.45 дважды совершал вылазки за передний край обороны противника, установил расположение нескольких огневых точек, произвел инженерную разведку водных преград для организации переправы танков, уничтожил расчет пулемёта.
31.5.45 награжден орденом Славы 1 степени.

## Послевоенные годы
В мае 1946 старшина Колмыков демобилизован. Вернулся на родину. Работал зам. председателя колхоза. С 1947 жил в Оренбурге, с 1958 — в пос. Заволжский Пугачёвского района Саратовской области. Работал бурильщиком, взрывником на строительстве Куйбышевской ГЭС, затем на Саратовской электростанции. Награжден орденом Отечественной войны 1 и 2 ст., орденом Красной Звезды, медалями, в том числе «За боевые заслуги»